# オットー・マイヤー (軍人)
オットー・マイヤー（Otto Meyer, 1912年12月23日 - 1944年8月28日）は、ドイツの軍人。第二次世界大戦中、武装親衛隊の隊員として戦い、柏葉付騎士鉄十字章の受章者となった。最終階級は親衛隊中佐。

## 経歴
1912年、モルデニット（現在のシャアルビー）にて生を受ける。
1934年、親衛隊(SS)に入隊。1936年には将校を志願してSS士官学校に入校、卒業後はSS少尉としてSS特務隊の「ドイッチュラント」連隊(SS-Standarte "Deutschland")に配属された。その後、中隊長としてポーランド、フランス、ギリシャ、バルカン半島、そしてロシアへの侵攻作戦に参加した。1941年11月9日、SS少佐に昇進。1942年1月、ドイツ十字章金章を受章。1943年初頭、フランスに展開していた第9SS装甲師団に移り、これに合わせて親衛隊中佐に昇進している。1944年1月、第9SS装甲連隊長に任命され、これを率いて参加したタルノーポル攻撃における戦功により騎士鉄十字章を受章した。1944年6月、第9師団はノルマンディーに展開する。この折に彼が率いた第9連隊は300両以上の連合国軍戦車を破壊した。
1944年8月28日、ファレーズにおける包囲戦（ファレーズ・ポケット）から脱出した直後、セーヌ川を渡っている最中に戦死した。9月、彼の騎士十字章に対する柏葉章が追贈された。

## 受章
- 一級・二級鉄十字章（1939年版）
- ドイツ十字章金章 - 1942年1月14日受章[2]。
- 柏葉付騎士鉄十字章
  - 騎士鉄十字章 - 1944年5月4日受章[3][4]。
  - 柏葉章 - 1944年9月30日追贈。601番目の受章者[3][5]。